# Sofija Istrska
Sofija Istrska, grofica Andeška iz rodu Weimar-Orlamünde, † 6. september 1132.

## Življenje
Sophie je bila hči mejnega grofa Poppa II . istrsko - kranjskega iz rodbine Weimar-Orlamünde († 1095/1103/1107) in Rihgardije/Riharde Spanheimske († 1112/1130). Njeni stari starši po očetovi strani so bili Ulrik I. Weimar-Orlamünde († 1070), mejni grof Istre, in Arpadovka Zofija Ogrska († 1095); stari starši po materini strani so bili Engelbert I. Spanheimski († 1096), mejni grof Istre, in Hedvika Saška (ali Hedvika Epensteinska?).
V zakon z grofom Bertoldom II. Andeškim je kot doto prinesla posest jugovzhodno od Alp. Po smrti njenega brata, mejnega grofa Popa III. Istrskega, po letu 1141 je Bertoldu uspelo za svojo rodbino zagotoviti večino njene dediščine na Kranjskem, Koroškem in Spodnjem Štajerskem.
Sofija je umrla leta 1132 in je pokopana v samostanu Dießen.

## Družina
Otroci iz njenega zakona z Bertoldom II. Andeškim:
- Poppo († 1148)
- Bertold († 1188)
- Oton († 1196), škof v Briksnu, škof v Bambergu
- Gisela († po 1150), ⚭ Diepold II. († 1160/65), grof Berg-Schelklingen

## Spletne povezave
- materialov